# Over Soul
「Over Soul」（オーバー・ソウル）は、林原めぐみの26枚目のシングル。2001年8月29日にスターチャイルドから発売された（KICM-3016 / KICM-3017）。

## 概要
- 前作「unsteady」から10ヶ月ぶりとなるシングルであり、21世紀になってからでは最初のシングル。本作以降は全てマキシシングルとなった。
- 収録曲2曲はそれぞれ、テレビ東京系テレビアニメ『シャーマンキング』のオープニング、エンディングのダブルタイアップで、歌詞は同作品がモチーフになっている。また、タイトルの「Over Soul」は作品用語のひとつから。
  - なお「Over Soul」は、2021年に原作に準拠する形で放送されたテレビアニメ『SHAMAN KING』第5廻においても挿入歌として使用されている。
- 本作は林原めぐみ仕様（KICM-3016）と、ヒロインの恐山アンナ仕様（KICM-3017）のジャケットデザイン違いの2タイプでリリースされた。

## 記録
- 累計売上では、自己最高位を記録した「Northern lights」を上回っており、2000年代にリリースした林原めぐみのシングルとしては最も多く売れたシングルである。また、林原のシングルの多くには、主演を務めた神坂一原作『スレイヤーズ』、『ロスト・ユニバース』などの作品とのタイアップがあるが、一連のシリーズ・出版社と関連性がないものとしては最も売れた作品でもある。
- 2003年10月度、ゴールドディスクに認定された[1]（日本語）。2014年5月度には有料音楽配信でもゴールドディスクに認定された[2]

## 収録曲
（全作詞：MEGUMI、作曲・編曲：たかはしごう）
1. Over Soul [3:53]
  - テレビ東京系テレビアニメ『シャーマンキング』前期オープニングテーマ[注 1]。
  - PlayStation用ゲームソフト『シャーマンキング スピリット オブ シャーマンズ』オープニングテーマ。
  - ドラマCD『シャーマンキング 恐山ル・ヴォワール』オープニングテーマ。
2. trust you [3:27]
  - テレビ東京系テレビアニメ『シャーマンキング』前期エンディングテーマ[注 2]。
3. Over Soul -instrumental- [3:53]
4. trust you -instrumental- [3:26]

## 収録アルバム
| 曲名      | 収録アルバム                                                     | 発売日         | 規格品番          | 備考                                 |
| --------- | ---------------------------------------------------------------- | -------------- | ----------------- | ------------------------------------ |
| Over Soul | 『シャーマンキング ボーカルコレクション 〜歌の万辞苑〜』         | 2002年3月27日  | KICA-570          | TV VERSIONとフルサイズが収録。       |
| Over Soul | 『feel well』                                                    | 2002年6月26日  | KICS-955          |                                      |
| Over Soul | 『VINTAGE White』                                                | 2011年6月11日  | KICS-91670〜91671 | シングルの音源とは僅かに異なる。     |
| Over Soul | 『「林原めぐみ 1st LIVE -あなたに会いに来て-」配信限定アルバム』 | 2017年12月13日 | NOPA-1644         |                                      |
| Over Soul | 『VINTAGE DENIM』                                                | 2021年3月30日  | KICS-3980〜3982   |                                      |
| trust you | 『シャーマンキング ボーカルコレクション 〜歌の万辞苑〜』         | 2002年3月27日  | KICA-570          | TV VERSIONとフルサイズが収録。       |
| trust you | 『feel well』                                                    | 2002年6月26日  | KICS-955          | 2002 New Arrange Versionとして収録。 |
| trust you | 『Plain』                                                        | 2007年4月21日  | KICS-1303         |                                      |
| trust you | 『「林原めぐみ 1st LIVE -あなたに会いに来て-」配信限定アルバム』 | 2017年12月13日 | NOPA-1644         |                                      |

## ライブ映像作品
Over Soul
『feel well』（初回限定盤特典DVD）
『KING SUPER LIVE 2015』
『林原めぐみ 1st LIVE -あなたに会いに来て-』
trust you
『feel well』（初回限定盤特典DVD）
『林原めぐみ 1st LIVE -あなたに会いに来て-』

## カバー
- 日笠陽子 - 2022年10月12日配信のデジタルシングル「Over Soul - from CrosSing」にてカバー。カバーソングプロジェクト『CrosSing - Music＆Voice-』の楽曲としてリリース。